# كونيزة
الكونيزة أو الكوش (الاسم العلمي: Conyza) هي جنس من النباتات يتبع فصيلة النجمية من الرتبة النجميات.